# Węglowice (gromada)
Węglowice – dawna gromada, czyli najmniejsza jednostka podziału terytorialnego Polskiej Rzeczypospolitej Ludowej w latach 1954–1972.
Gromady, z gromadzkimi radami narodowymi (GRN) jako organami władzy najniższego stopnia na wsi, funkcjonowały od reformy reorganizującej administrację wiejską przeprowadzonej jesienią 1954 do momentu ich zniesienia z dniem 1 stycznia 1973, tym samym wypierając organizację gminną w latach 1954–1972.
Gromadę Węglowice z siedzibą GRN w Węglowicach utworzono – jako jedną z 8759 gromad na obszarze Polski – w powiecie kłobuckim w woj. stalinogrodzkim, na mocy uchwały nr 19/54 WRN w Stalinogrodzie z dnia 5 października 1954. W skład jednostki weszły obszary dotychczasowych gromad Bór Zapilski, Cisie, Czarna Wieś, Jezioro, Łebki, Puszczew i Węglowice ze zniesionej gminy Węglowice w tymże powiecie, a także oddziały leśne nr 45–49, 71–77, 84–97, 102–116, 127–139, 147b, 147d, 147 (1), 147 (2), 147 (3) i 148–157 z Nadleśnictwa Herby oraz oddziały leśne nr 84–88, 103–110, 122–129, 138–146 i 156–188 z Nadleśnictwa Panki. Dla gromady ustalono 27 członków gromadzkiej rady narodowej.
20 grudnia 1956 województwo stalinogrodzkie przemianowano (z powrotem) na katowickie.
31 grudnia 1961 do gromady Węglowice włączono wsie Kuleje i Nowiny ze zniesionej gromady Kuleje w tymże powiecie.
Gromada przetrwała do końca 1972 roku, czyli do kolejnej reformy gminnej. 1 stycznia 1973 w powiecie kłobuckim reaktywowano gminę Węglowice.